# 麥迪遜縣 (德克薩斯州)
麥迪遜縣（英語：Madison County）是美國德克薩斯州東部的一個縣。面積1,224平方公里。根據美國2000年人口普查，共有人口69,441。縣治馬迪遜維（Madisonville）。
縣名是紀念第四任總統詹姆斯·麥迪遜。